# زنابق البحرالغمدية
زنابق البحرالغمدية (الاسم العلمي: Coelocrinidae) هي فصيلة منقرضة من الشوكيات الجلد تتبع طائفة زنبق البحر.

## التصنيف
- الزنبقي الغاريقوني